# Phalonidia argyraspis
Phalonidia argyraspis es una especie de polilla del género Phalonidia, categorizada en la tribu Cochylini, de la subfamilia Tortricinae.
Fue descrita por Razowski en 1984 y publicada en (Saphenista), Ann. Zool. 38: 278. Se distribuye por América del Sur: Venezuela, al noroeste del Distrito Federal.